# Robert Opron
Robert Opron (né le 22 février 1932  à Amiens et mort le 29 mars 2021 à Antony) est un designer automobile français.
Il a créé ou redessiné, entre autres, la carrosserie des modèles Simca Fulgur, Citroën DS après1967, Citroën Ami 6 break, Citroën Ami 8, Citroën GS, Citroën SM, Citroën CX, Citroën Axel, Renault Fuego, Renault 9, Renault 11, Renault 25 et Alfa Roméo SZ (ES30).

## Biographie

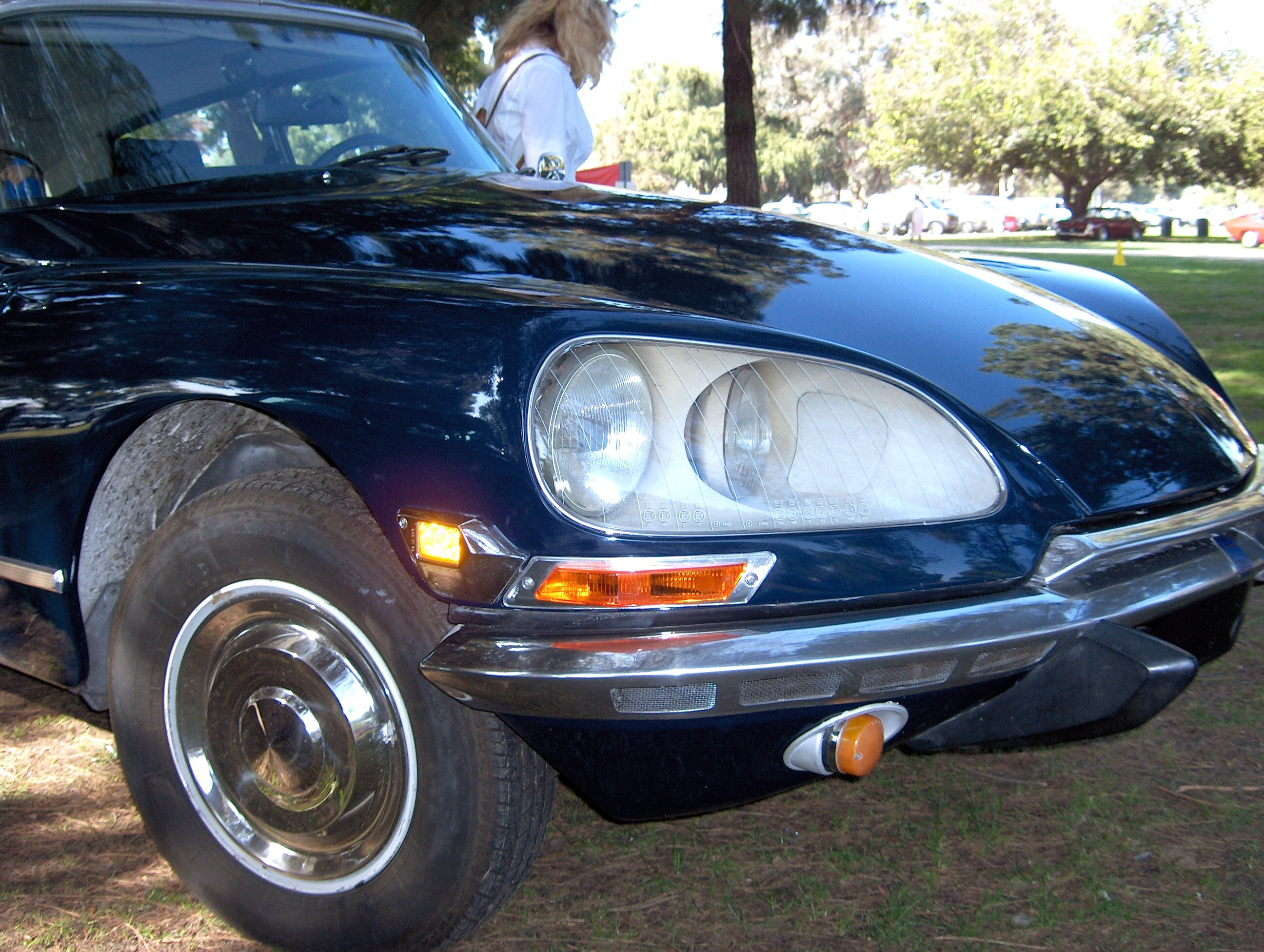
Citroën DS 21, les phares pivotants dessinés par Robert Opron.

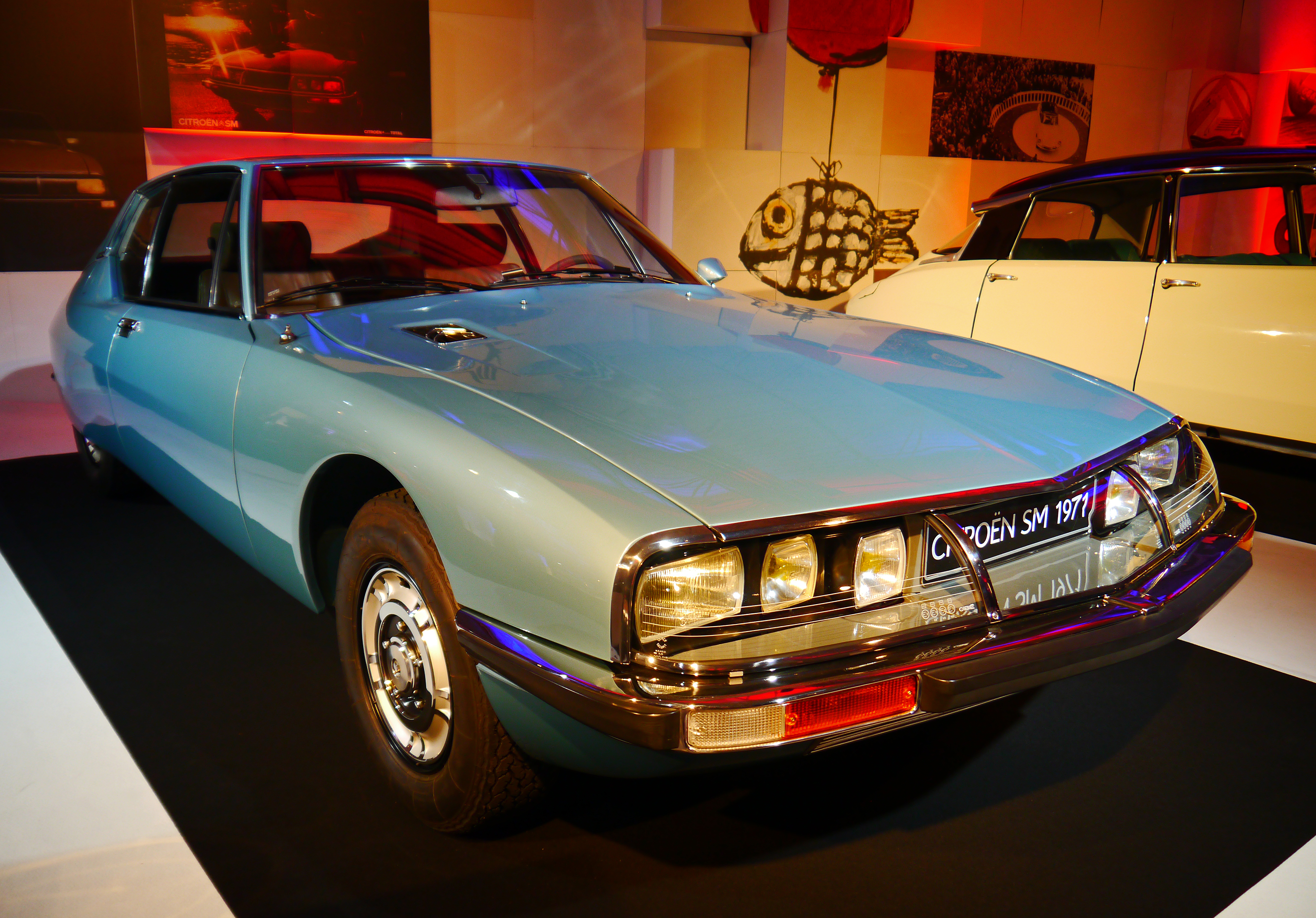
Citroën SM.

Après une jeunesse passée en grande partie en Afrique (Algérie, Mali et Côte d'Ivoire), il revient à l'âge de vingt ans en France métropolitaine pour entrer à l'école des Beaux-Arts d'Amiens, puis poursuit l'année suivante ses études à Paris. Parallèlement à celles-ci, dès 1952, il travaille en tant que projeteur (dessinateur industriel) pour La Compagnie des Sucres, de Ham (Somme), dont il conçoit seul un nouveau bâtiment. Après un long passage de quatre ans à partir de 1954 chez Nord-Aviation, il a l'opportunité par un ami d'entrer chez Simca, dans ce qui est considéré comme le premier et encore unique centre de style automobile d'Europe, que la firme vient de créer à Argenteuil. Il y conçoit le futuriste prototype expérimental Fulgur, qui est exposé au salon international de l'automobile de Genève en 1959, puis aux États-Unis. 
Au début des années 1960, Robert Opron rejoint le bureau de style du constructeur Citroën, rue du Théâtre à Paris, que dirige le maître Flaminio Bertoni, sculpteur responsable du remarquable modèle Citroën DS. Puis après la mort prématurée de celui-ci et alors qu'il est le plus jeune de cette structure, il est choisi pour lui succéder, occupant cette fonction jusqu'à la reprise par Peugeot, en 1974.
Robert Opron s'est rendu compte que la seule manière de réaliser une bonne aérodynamique était de loger les phares sous une surface lisse. En outre, il a développé le système de phares directionnels conçu en 1905 par l'industriel angevin Edmond Maisongrande (appelés aussi « phares tournants »), permettant au conducteur « de voir dans les coins ». Il combina ces deux idées en dessinant la « troisième version » de la DS en 1967. Tandis que les phares aérodynamiques sont une norme aujourd'hui, le principe des phares tournants a seulement été repris récemment sur le segment des voitures haut de gamme, plusieurs décennies après Citroën.
Robert Opron dirige ensuite le bureau de style de Renault. En 1986, il a terminé sa carrière chez Fiat où il dessine pour Alfa Romeo.
Au début des années 1990, il travaille en tant que consultant indépendant en matière de conception et style automobile, notamment pour Ligier.
Des modèles exceptionnels comme la CX et la SM ont été récompensés en leur temps.
La Renault 9 est élue Voiture européenne de l'année 1982. La Renault Alliance (version nord-américaine de la Renault 9) obtient une bonne critique du magazine Car and Driver, faisant sa liste des dix meilleures automobiles de l'année 1983, et décroche la palme de la meilleure voiture de l'année du magazine Motor Trend.
Robert Opron décède le 29 mars 2021 à 89 ans en laissant une technologie d'avant-garde, qui est devenue commune à tous les grands constructeurs français.

## Galerie

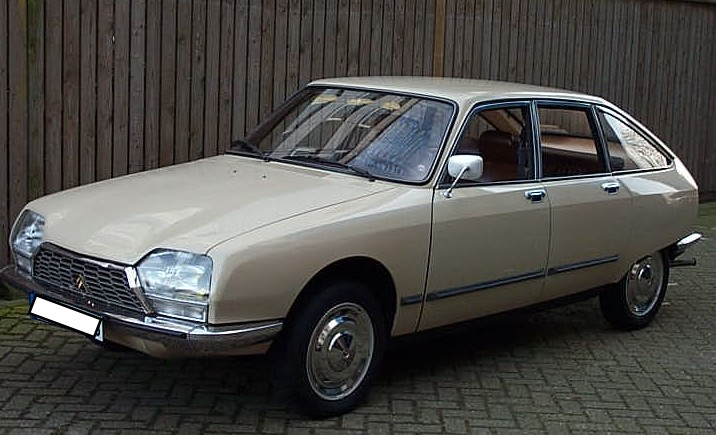
Citroën GS "Pallas".
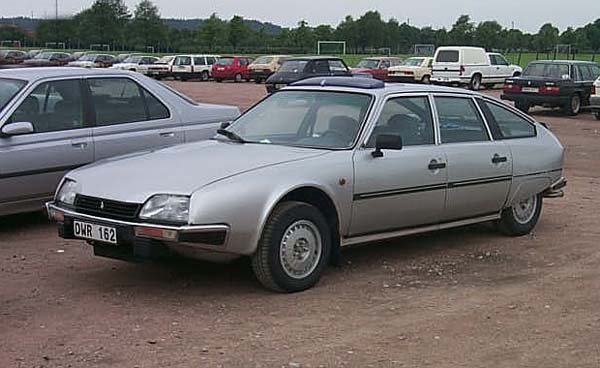
Citroën CX.
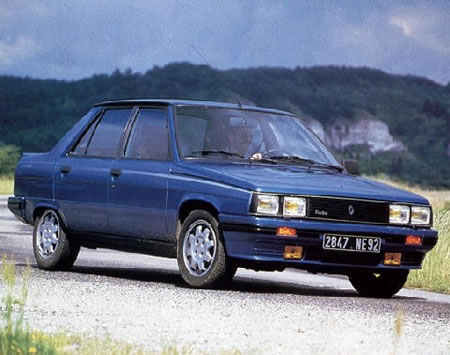
Renault 9.
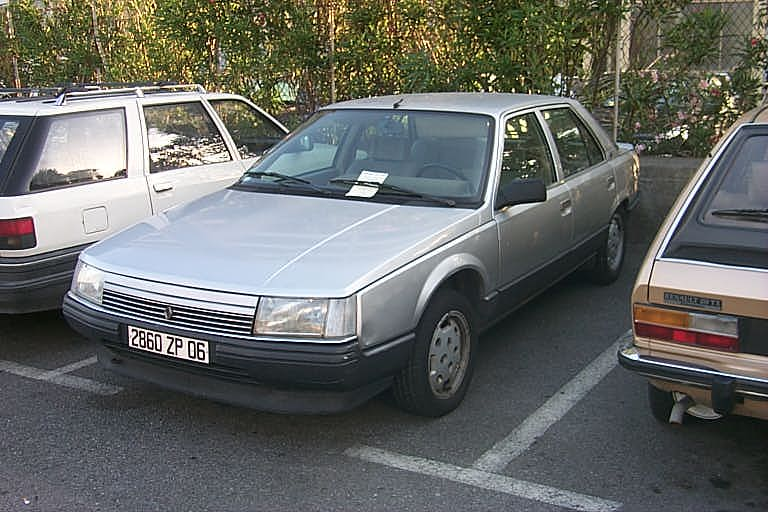
Renault 25.